# Ole-Johan Dahl
Ole-Johan Dahl (12 d'octubre de 1931 – 29 de juny de 2002) fou un informàtic noruec que es considera un dels pares de Simula i de la programació orientada a objectes juntament amb Kristen Nygaard.

## Carrera professional
Dahl, amb Kristen Nygaard, va crear les idees inicials de la programació orientada a objectes durant la dècada de 1960 al Centre Informàtic de Noruega, com a part dels llenguatges de programació Simula I (1961-1965) i Simula67 (1965–1968), orientats a la simulació. Dahl i Nygaard van ser els primers que van desenvolupar els conceptes of classe, subclasse (que permetés ocultació d'informació implícita), herència, creació dinàmica d'objectes, etc., tots ells aspectes importants del paradigma orientat a objectes. Un objecte és un component autocontingut (amb una estructura de dades i procediments o mètodes associats a ell) en un sistema de programari. Els objectes es combinen per formar un sistema complet. L'estil orientat a objectes és ubic en el desenvolupament de programari modern, i inclou llenguatges de programació imperatius d'ús general com Java i C++.
Dahl va aconseguir ser professor titular de la Universitat d'Oslo el 1968 i era apreciat com a bon professor i investigador. Aquí va treballar en Hierarchical Program Structures, que probablement fou la seva publicació més influent, perquè va aparèixer (amb C. A. R. Hoare com a coautor) en l'influent llibre Structured Programming de 1972 de Dahl, Edsger Dijkstra i Hoare, que fou possiblement el llibre acadèmic sobre programari més conegut de la dècada de 1970.
A mesura que avançava la seva carrera, Dahl es va anar interessant en l'ús de mètodes formals per raonar rigorosament sobre l'orientació a objectes, per exemple. Era expert tant en l'aplicació pràctica de les idees com en la seva base matemàtica formal per assegurar la validesa del raonament.
Va rebre el Premi Turing de 2001 (juntament amb Kristen Nygaard). També amb Nygaard va rebre la Medalla John von Neumann de l'IEEE el 2002 i fou nomenat comandant del Reial Orde Noruec de Sant Olaf el 2000.